# Douyne
Pour les articles homonymes, voir Douyne de Tourette.
La Douyne est un ruisseau du sud de la France. C'est un affluent du Dropt, donc un sous-affluent de la Garonne.

## Géographie
La Douyne est un ruisseau, du nord du département de Lot-et-Garonne qui prend sa source à 117 mètres d'altitude sur la commune de Lougratte, au nord du lieu-dit Bellombre.
Elle passe sous la route départementale (RD) 241 puis sert brièvement de limite aux communes de Saint-Maurice-de-Lestapel et Montauriol, avant d'être grossie en rive gauche par le ruisseau de Lestapel. Elle passe à l'est du bourg de Montauriol, reçoit sur sa gauche le Rubital puis est franchie par la RD 416. Après être passée sous la RD 254 et avoir reçu en rive gauche le Douanel, elle s'écoule à l'ouest et en contrebas du bourg de Castillonnès. Elle passe sous la route nationale 21 puis sous un tronçon commun aux sentiers de grande randonnée GR 636 et GR 654 est, elle se jette dans le Dropt en rive gauche, à 62 mètres d'altitude, au Moulin de Cousin, sur la commune de Castillonnès.
Sur la presque totalité de ses six derniers kilomètres, la Douyne sert de limite territoriale aux communes qu'elle arrose, séparant Douzains et Cahuzac à l'ouest de Montauriol et Castillonnès à l'est.
Suivant une direction globale sud-nord, la Douyne a une longueur de 13,31 km. Avec un dénivelé de 55 mètres, sa pente moyenne s'établit à 3,99 mètres par kilomètre.
Il ne faut pas la confondre avec une autre Douyne, la Douyne de Tourette, située plus à l'est, également affluent du Dropt, qui prend aussi sa source à Lougratte et arrose également Castillonnès.

### Communes et département traversés
Dans le département de Lot-et-Garonne, la Douyne arrose six communes de l'arrondissement de Villeneuve-sur-Lot, soit d'amont vers l'aval : Lougratte (source), Saint-Maurice-de-Lestapel, Montauriol, Douzains, Cahuzac et Castillonnès (confluence).

### Affluents et nombre de Strahler
Selon le Sandre, la Douyne a onze affluents répertoriés, dont trois — tous trois en rive gauche — ont une longueur supérieure à trois kilomètres et portent un nom ; d'amont vers l'aval se succèdent :
- le ruisseau de Lestapel, long de 4,74 km[4] ;
- le Rubital, 3,26 km[5] ;
- le Douanel, 4,4 km[6].

Le ruisseau de Lestapel ayant un sous-affluent, le nombre de Strahler de la Douyne est de quatre.

### Bassin versant
Le bassin versant de la Douyne fait partie de la zone hydrographique : « Le Dropt du confluent de la Bournègue au confluent de la Banège », au sein du bassin DCE beaucoup plus étendu « La Garonne, l'Adour, la Dordogne, la Charente et les cours d'eau côtiers charentais et aquitains ».
Outre les six communes arrosées par la Douyne, son bassin versant en concerne trois autres : 
- Lalandusse, bordée sur près d'un kilomètre par le Douanel[6] ;
- Sérignac-Péboudou où le Rubital prend sa source[5] ;
- Ségalas, bordée sur 450 mètres par le ruisseau de Lestapel[4] .

### Organisme gestionnaire
Le bassin versant de la Douyne est couvert par le schéma d'aménagement et de gestion des eaux (SAGE) « Dropt ». Ce document de planification, dont le territoire correspond au bassin versant du Dropt, d'une superficie de 1 522 km2, a été approuvé le 13 janvier 2022. La structure porteuse de l'élaboration et de la mise en œuvre est le syndicat mixte EPIDROPT.